# Cinnamomum pingbienense
Cinnamomum pingbienense H.W.Li – gatunek rośliny z rodziny wawrzynowatych (Lauraceae Juss.). Występuje naturalnie w południowych Chinach – w południowo-wschodniej części Junnanu, południowych Kuejczou oraz w południowo-zachodniej części regionu autonomicznego Kuangsi. 

## Morfologia
PokrójZimozielone drzewo dorastające do 10 m wysokości. Kora ma szarą barwę. Młode pędy są silnie owłosione.
LiścieNaprzeciwległe lub prawie naprzeciwległe. Mają kształt od podłużnego do podłużnie owalnego. Mierzą 12–24 cm długości oraz 4,5–8,5 cm szerokości. Są nagie. Nasada liścia jest klinowa. Blaszka liściowa jest o ostrym wierzchołku. Ogonek liściowy jest nagi i dorasta do 10–15 mm długości.
KwiatySą niepozorne, obupłciowe, zebrane w wiechy o owłosionych i szarawych osiach, rozwijają się w kątach pędów lub na ich szczytach. Kwiatostany dorastają do 4,5–6,5 cm długości, podczas gdy pojedyncze kwiaty mają długość 4–5 mm. Są owłosione i mają zielonkawą barwę.

## Biologia i ekologia
Rośnie w wiecznie zielonych lasach oraz zaroślach. Występuje na wysokości od 500 do 1100 m n.p.m. Kwitnie od kwietnia do maja.